# Baile de mayordomos
El baile de mayordomos (en aragonés benasqués ball de mayordoms/os) es un baile tradicional del Alto Aragón, España, cuyos ejemplos mejor conservados se encuentran en los valles de Sobrarbe y en la alta Ribagorza, que se solía bailar en la fiesta de los pueblos.
El baile representaba el traspaso de las responsabilidades de los mayordomos (es decir, los hombres y las mujeres que organizaban la fiesta) al final de la fiesta, entre los que habían ejercido ese año y los que lo serían el año siguiente. El traspaso se realizaba simbólicamente con ramos de flores (los mozos) y panes (las mozas), curiosamente casi siempre entre danzantes del mismo sexo: los mozos a otros mozos y las mozas a otras mozas.
El baile se realizaba con pequeñas diferencias en los distintos lugares en los que se danzaba, siendo la principal que en el Sobrarbe lo bailaban los dos sexos por igual, mientras que en el valle de Benasque era una actividad exclusivamente masculina. La versión de Sobrarbe que ha llegado hasta la actualidad es la de San Juan de Plan (valle de Gistaín), que, habiendo sido conservada por las mujeres de El Corro d'es Bailes de la localidad, ha podido ser estudiado.
La musicóloga de Bielsa Isabel Riazuelo realizó un estudio detallado en su libro Danzas de Sobrarbe (2000), explicando paso a paso todas las evoluciones del baile en su versión para los dos sexos. En la versión de Sobrarbe predominan las disposiciones en filas paralelas de las parejas, cogidos de las manos unas veces, sueltos el resto del tiempo, haciendo una formación cuadrada (con una pareja en el centro), coincidiendo con el tema número cuatro de la música. En Benasque, la progresión del baile abandona pronto las dos filas paralelas (sólo se hace en los dos primeros temas) para hacerse un gran corro en el que todos los mozos danzan unos detrás de los otros, girando en conjunto por la plaza del lugar. Esta versión ribagorzana se hace redoblando castañuelas con las manos mientras se baila, por lo que nunca se pueden coger de las manos.
Aunque no se han estudiado ni se han conservado, algunas personas mayores guardan el recuerdo de que anteriormente también se hacían bailes de mayordomos en otros lugares y villas de esas dos comarcas, en Gistaín, Bielsa, Labuerda (perdido antes de 1920), Fuendecampo (hacia los cuarenta), Campo y Graus.
Actualmente, de lo mucho que se bailaba antes, sólo queda como baile de exhibición y como muestra de folclore tradicional del Pirineo, siendo, por ejemplo, uno de los bailes que se exhiben en la fiesta mayor de Benasque.

## Melodía y controversia histórica
El baile de mayordomos tiene la gran peculiaridad de coincidir en su melodía con la llamada Marcha de Riego, que fue el himno oficial de la Segunda República Española. Esta coincidencia se ha intentado explicar con muchas hipótesis sobre su origen.
La Marcha de Riego fue compuesta en el año 1820, aunque no hay un consenso entre los historiadores de quién fue el que la compuso. Fue un himno popular entre los liberales en el siglo XIX, que la hicieron oficial en 1931 con la proclamación de la Segunda República. La Marcha tuvo diferentes letras, componiéndolas según convenía. La música del baile de mayordomos nunca ha sido cantada.
De acuerdo con Riazuelo, el historiador Llanas Almudévar afirma en su obra Pequeña Historia de Huesca. Glosas I que el general Rafael de Riego pasó tiempo destinado en la fortaleza de Benasque cuando era joven y, de acuerdo con la versión benasquesa de la historia, le habría agradado tanto la música en aquellos años, que más tarde la silbaba siendo general. Este hecho parece que ha sido documentado por historiadores modernos como Honorio Feito : 

Parece que Riego solía tararear en San Fernando una musiquilla muy parecida a la que luego aparecería en el pentagrama.
Honorio Feito.

Todos estos datos hacen posible, aunque no seguro, el origen altoaragonés de la pieza. Músicas similares eran bien conocidas (e incluso bailadas) hasta no hace mucho también del lado francés de los Pirineos.